# Piero Redaelli (calciatore)
Piero Redaelli (fl. XX secolo) è stato un calciatore italiano, di ruolo ala destra.

## Carriera
Non risulta aver mai giocato al Monza dove, un calciatore quasi omonimo con cognome Radaelli, non ha continuato l'attività sportiva la stagione successiva.
Ha disputato tre stagioni in Prima Categoria: la prima con la Milanese disputando il girone finale Lombardo, le altre due a Pavia. Con i pavesi ha debuttato il 9 ottobre 1921 nella partita Pavia-Esperia Como (1-0).